# Aeromarine EO
El Aeromarine EO fue un hidrocanoa deportivo ligero que fue construido a mediados de los años 1920, en los Estados Unidos.

## Diseño y desarrollo
El Aeromarine EO fue diseñado como un reemplazo actualizado del Aeromarine 44 para el cliente Earl Dodge Osborn. Osborn era un antiguo contable de Aeromarine, editor asistente de la revista Aviation y futuro fundador de la Edo Aircraft Corporation. El casco de aluminio estaba subescalado del diseño del Aeromarine AMC, ofreciendo ventajas en durabilidad, peso y la imposibilidad de inundarse.
El EO era un biplano de cabina abierta y casco de aluminio, con un solo motor tractor montado centrado en una góndola en el ala superior, que también albergaba el depósito de combustible y el de aceite. El ala superior estaba decalada, bien adelantada a la inferior. Las alas fueron construidas con largueros y costillas de abeto con recubrimiento de tela. El casco fue construido con cuatro mamparos estancos. Los flotadores de punta de ala eran enteramente de aluminio. Un tubo pasante aceptaba un montaje de ruedas para el movimiento en tierra.

## Historia operacional
Los primeros vuelos de prueba fueron realizados por Osborn en junio de 1924. El único EO fue usado en vuelos de demostración por la compañía EDO. Luego se transfirió la propiedad varias veces con un vuelo planeado a Puerto Rico. Fue calificado "Agotado" en Cape May, Nueva Jersey, y su número de registro fue cancelado el 21 de enero de 1932.

## Especificaciones (Aeromarine EO)
Referencia datos: Skyways

### Características generales
- Tripulación: Uno (piloto)
- Longitud: 7,7 m
- Envergadura: 11,6 m
- Altura: 2,6 m
- Superficie alar: 13,5 m²
- Perfil alar: Aeromarine No. 2a superior, Aeromarine No. 6 inferior
- Peso vacío: 471,7 kg
- Peso cargado: 793,8 kg
- Planta motriz: 1× motor radial de 6 cilindros en dos filas refrigerado por aire Anzani 6.A.3.
  - Potencia: 59,7 kW (80 hp)

### Rendimiento
- Velocidad nunca excedida (Vne): 120,7 km/h
- Velocidad de entrada en pérdida (Vs): 56,3 km/h
- Alcance: 4 h
- Techo de vuelo: 5029,2 m (16 500 pies)
- Régimen de ascenso: 1,55 m/s
- Carga alar: 58,8 kg/m²

## Aeronaves relacionadas

### Aeronaves similares
- Aeromarine AMC

### Secuencias de designación
- Secuencia Alfanumérica (interna de Aeromarine): ← BM-1 - CO-L - DH-4B - EO - EDO Model B - HS - M-1 →